# Cool Patrol
Cool Patrol är komedigruppen Ninja Sex Partys sjätte studioalbum, släppt den 17 augusti 2018. Låtarna "Cool Patrol", "Eating Food in the Shower", "Orgy for One", "Danny Don’t You Know" och "Heart Boner" släpptes som singlar.
Sputnikmusic gav albumet 5 av 5 i betyg.

## Låtlista
1. "Intro (Cool)" - 1:03
2. "Cool Patrol" - 3:17
3. "Orgy for One" - 3:23
4. "Danny Don’t You Know" - 4:35
5. "Release the Kraken" - 3:20
6. "Ninja Brian Goes to Soccer Practice" - 0:31
7. "First Date" - 2:45
8. "Smooth Talkin'" - 2:39
9. "Heart Boner (Part II of the Boner Trilogy)" - 4:13
10. "Romance Novel" - 1:56
11. "Eating Food in the Shower" - 2:09
12. "Courtship of the Mermaid" - 2:49
13. "GFY" - 1:07
14. "Mansion Party" - 2:45
15. "Outro (Patrol)" - 0:56